# Кампусборд

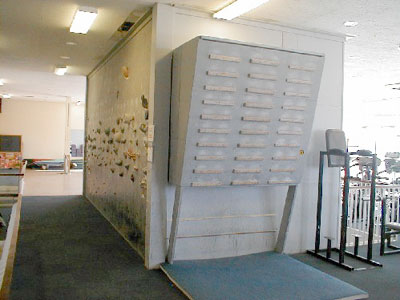
Кампус з трьомя рядами щаблів різної товщини

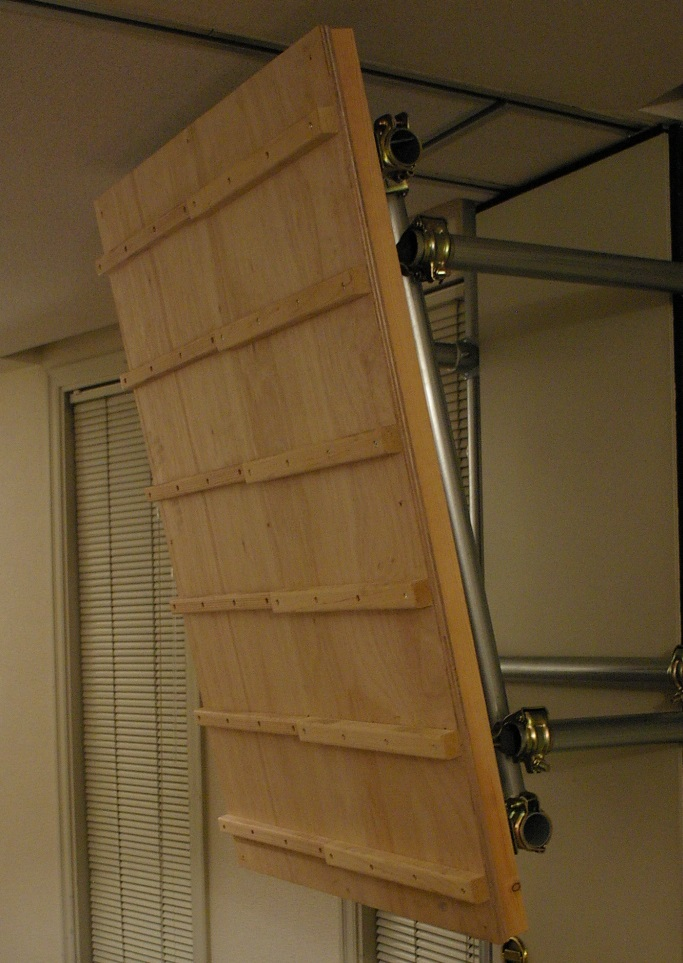
Дерев'яний кампус зі щаблями різної товщини

Кампусборд — тренувальний пристрій, що застосовується просунутими алпіністами для зміцнення пальців. Як інколи шуткують скелелази: «Боулдерінг — це те, що вивело скелелазів на рівень вісімок, кампусборд ж відкрив для нас дорогу до дев'ятої категорії». Жартома вони називають кампусборд — «Пан Гюлліх», на честь видатного скелелаза Вольфгана Гюлліха (Güllich), що винайшов цей пристрій. Назва пристрою походить від місця, де Гюлліх поставив перший кампус — це був спортивний комплекс Campus Center на території університетського містечка (кампусу) в Норемберзі.

## Будова
Кампус складається з ряду горизонтальних щаблів, припасованих до плоского щита, який ставиться вертикально або (частіше) з нависанням. Кут нахилу може бути постійним або регульованим в певних межах: від 0 до 20 градусів (оптимально 15). Краї щаблів повинні бути заокруглені. Відстань між планками 22 см. Виготовляється з дерева м'яких порід або з епоксидної смоли з додаванням піску. Подібна технологія використовується при виговленні захватів для штучних стін (скеледромів). Товщина щаблів залежить від рівня підготовки альпіністів і варіює від одного до кількох сантиметрів (стандарти — 18, 26 і 32 мм). Планки нумеруються від нижньої до верхньої, кількість планок рідко перевищує дев'ять штук, але, роблячи кампус менше, ніж у дев'ять планок, ви сильно втрачаєте в його функціональності.

## Тренування

### Основні вправи
- Драбинка — почергові перехоплення руками без здвоювання обох рук на одній планці, може виконуватися по кожній планці (1-2-3 і т. д.), через одну (1-3-5 і т. д.), дві (1-4-7-9) і навіть три планки (1-5-9).
- Торкання — варіант вправи, коли, перебуваючи обома руками на одній нижній планці, «вистрілюючи» по черзі то лівою, то правою руками, щораз після перехоплення повертаєшся на вихідну позицію. Також може робитися через одну (1-3-1), дві (1-4-1) і т. д. в залежності від підготовки.
- Дохвати — вправа може виконуватися у величезній кількості комбінацій. Полягає в тому, що робиться кілька перехоплень однією рукою, яка потім повертається у вихідну позицію, або руки здвоює на верхній планці. Це може бути, наприклад, комбінація перехоплень 1-3-4-3-4-3-1 однією рукою, потім повторена після відпочинку другою, або 1-3-5 лівою, здвоювання на 5-ій планці, 5-7-9 правою і двома на верхній.
- Дублі — одночасні «стрибки» обома руками з планки на планку. Можуть виконуватися як по черзі (1-3-5-7-9), так і вгору-вниз, що збільшує їх ефективність і травматичність (1-3-2-4-3-5 і т. д.).

Під час тренувань можуть бути використані будь-які комбінації з цих вправ, а також їх варіанти, пристосовані під специфічні тренувальні цілі. Основний акцент в них завжди ставиться на розвиток максимальної сили, тому не варто гнатися за об'ємом тренування, яке залишається для лазіння на силову витривалість. Найбільш зручно стежити за об'ємом виконаної роботи, вважаючи кількість виконаних перехоплень. Для ефективного тренування найбільш раціональним буде «вписуватися» в суму від 70 до 100 перехоплень на кампусборді, коли він є окремим тренуванням, і в 40-50, коли він є частиною боулдерингового тренування або інтенсивного СФП після нього.
Варіанти тренування і деякі застереження див.

## Ресурси Інтернету
- Rozbicki J. Trening na kampusie
- Swędzioł W. Ręka wspinacza
- Вікісховище має мультимедійні дані за темою: Кампусборд